# Târgoviște
Târgoviște je mesto v Romuniji in središče okraja Dâmbovița. Mesto stoji na desnem bregu reke Ialomița. Leta 2011 je imelo 79.610 prebivalcev in bilo 26. največje mesto v državi. Bilo je eno od najpomembnejših mest v kneževini Vlaški in od začetka 15. stoletja do konca 16. stoletja njena prestolnica.

## Ime
Ime Târgoviște je slovanskega izvora in izhaja iz starobolgarske besede  търговище (tărgovište), ki pomeni bolj naselje oziroma trg kot tržnico kot tako.
Krajevno ime Trgovište ni značilno samo za južnoslovanska ozemlja (bolgarsko Търговище, srbsko Трговиште), ampak se najde tudi na zahodnoslovanskih ozemljih, na primer na Slovaškem (Trhovište) in tudi na Hrvaškem (Veliko Trgovišće). V Romuniji se ime pojavlja v Olteniji, Banatu in Moldaviji.
Romunsko Târgoviște in bolgarsko Tърговище sta pobrateni mesti.

## Zgodovina

### Zgodnja zgodovina
Prvo naselje in utrdba v Târgoviștu sta bila zgrajena v okolici sedanjih cerkva sv. Nikolaja in Stelea Veche. Utrdba, majhna kamnita zgradba, obdana z obzidjem iz opeke in obrambnim jarkom, je verjetno pripadala lokalnemu vladarju.  Arheološki dokazi so skromni, zato je težko natančno določiti, kdaj je bila zgrajena.

### Saška kolonija
Drugo mestno jedro so zgradili saški kolonisti iz Transilvanije v okolici sedanje katoliške cerkve sv. Marije. Cerkev je bila zgrajena kmalu po njihovem prihodu. Lokalno izročilo pravi, da je bila cerkev zgrajena leta 1300. Kolonisti so se priselili proti koncu 13. stoletja ali na začetku 14. stoletja in približno takrat kolonizirali tudi Câmpulung. Arheološke najdbe dokazujejo, da je bilo kolonizirano ozemlje pred tem naseljeno z lokalnim prebivalstvom, kateremu je vladal lokalni vladar.
Kolonisti so očitno uvedli svojo upravo, saj je Târgoviște edino mesto v Vlaški, ki je imelo značilnosti transilvanske organiziranosti in uradnike, ki so se imenovali birău in folnog. V dokumentih se razen teh nazivov pojavljata tudi lokalna naziva uradnikov vornic in pristav. Mesto je imelo nočno stražo, ki je bila bolj znana po latinskem nazivu vigal/vigilia kot lolalnem nazivu  pază orstrajă.
Po letu 1400 je mesto začelo rasti. Tako v saškem delu mesta okrog utrdbe kot vlaškem delu je bilo zgrajenih več velikih zgradb s kletmi in lončenimi pečmi, podobnimi tistim v Srednji Evropi. O bogastvu meščanov pričajo številni zakladi. V največjem zakladu v saškem delu mesta so našli 6.284 srebrnikov. Mesto središče je bilo v saškem delu mesta, dokler ni začela saška kolonija v 16. stoletju propadati.

### Prestolnica Vlaške
V 14. stoletju je bil prestolnica Vlaške Curtea de Argeș. Zaradi gospodarske rasti je proti koncu stoletja Târgoviște postalo druga rezidenca vlaških knezov. Bavarski svetovni potnik Johann Schiltberger je leta 1396 omenil, da ima Vlaška dve prestolnici - Curtea de Argeș in Târgoviște. Medtem ko je Mircea I. živel v Curtea de Argeșu, je njegov sin in sovladar Mihael I. živel v Târgoviștu tudi potem, ko je postal samostojen vladar. Dan II., kateremu je bil ljubši Curtea de Argeș, je bil zadnji knez, ki je vladal iz tega mesta. Njegov naslednik Aleksander I. Aldea je leta 1431 prestolnico dokončno preselil v Târgoviște.
V času, ko je bilo Târgoviște prestolnica kneževine, se je v njem zgradil Knežji dvor (Curtea Domnească) in se stalno obnavljal in širil. Imel je svojo cerkev in kamnito obzidje z jarkom in stolpom. Vlad III. Drakula je dodal stolp Kindija, ki je zdaj simbol mesta. 
Od leta 1456 so vlaški knezi naslednjih dvesto let vladali izmenično v Târgoviștu in Bukarešti, pogosto zaradi političnih razlogov, ker so nekateri knezi bolj prijateljevali s Transilvanijo in ogrskimi kralji kot osmanskimi sultani. Celo 15. in 16. stoletje je bilo Târgoviște glavno trgovsko središče, zlasti v trgovanju s Poljsko, Brașovom in Sibiujem.
V 16. stoletju so večinsko prebivalstvo postali Romuni, ker se je nekaj Sasov odselilo v Transilvanijo, ostali pa so se asimilirali. V mestu so se začeli naseljevati Grki, zlasti po letu 1500, v bližnjih samostanih Dealu in Panaghia pa grški menihi.
Târgoviște je kot prestolnica Vlaške doživelo več napadov in obleganj. Leta 1395 ga je oblegal in požgal osmansi sultan Bajazid I.. Leta 1457 je Vlad III.  meščane kaznoval zaradi njihove vpletenosti v umor njegovega brata. Mestno elito je usmrtil, mlade meščane pa odgnal na prisilno delo na svoj grad Poenari.
Osmanska invazija leta 1462 mesta ni dosegla zaradi Vladovega nočnega napada na osmanski tabor. Leta 1476 je mesto po petnajstdnevnem obleganju osvojil Štefan Báthory in Vlada III. vrnil na vlaški prestol. Med vladavinama Neagoe Basaraba in Raduja Afumatskega je bilo v okolici mesta več bitk.  Leta 1597 so hajduki Mihela Viteazula in Starine Novaka v Târgoviștu odločilno porazili osmansko vojsko.

### Propadanje
Ko se je med vladavino Konstantina II. Brâncoveanuja (vladal 1688-1714)  prestolnica Vlaške dokončno preselila v Bukarešto, je Târgoviște izgubilo svoj pomen in začelo gospodarsko in populacijsko propadati.

### Sodobna zgodovina
Malo pred koncem Ceaușescujeve vladavine je bilo v 80. letih objavljeno, da nameravajo romunsko prestolnico preseliti nazaj v to mesto, vendar do uresničitve te napovedi ni prišlo.  
V Târgoviștu sta decembra 1989 potekala sojenje in usmrtitev Nicolaea in Elene Ceaușescu. 

## Transport
Târgoviște je pomembna železniška postaja na progi Bukarešta-Ploiești-Pietroșița, odprti 27. maja 1894.
Târgoviște ima tudi dobre cestne povezave z Bukarešto, oddaljeno približno 80 km, mednarodnim letališčem Otopeni in manjšim letališčem Băneasa Aurel Vlaicu (prva avtocesta, zgrajena v Romuniji).

## Pobratena in posestrena mesta
| - Kazanlăk, Bolgarija - Tărgovište, Bolgarija - Trakai, Litva - Orvault, Francija - Miami, Združene države Amerike | - Corbetta, Italija - Santarém, Portugalska - Vellinge, Švedska - Castellón de la Plana, Španija - Karadeniz Ereğli, Turčija |

## Vir
- Laurențiu Rădvan (2010). At Europe's Borders: Medieval Towns in the Romanian Principalities. Brill. ISBN 9789004180109.

## Galerija
- Dvorna cerkev
- Mestna vrata
- Notranjost stolnice
- Stolp Chindia
- Rimskokatoliška cerkev
- Galerija, nekdanja okrajna prefektura
- Mestna hiša
- Zgodovinski muzej